# Марсилско ранно
Марсилско ранно е десертен сорт грозде. Гроздето е трайно, но няма красив външен вид и зърната му са дребни. Има приятен вкус с мискетов аромат. Полученото от него вино има рубиненочервен цвят, плътност, хармоничност и приятен мискетов аромат. Подходящо е за прясна консумация. Издържа на съхранение и транспорт.